# Centre de gravité d'un arc de courbe

Centre de gravité G d'un demi-cercle. L'arc de cercle suspendu à son extrémité F se positionne de telle sorte que G soit à la verticale de F.

En géométrie différentielle, le centre de gravité d'un arc de courbe massique est défini comme le point G  qui annule la somme {\displaystyle \int {\overrightarrow {GM}}dm}.
Plus formellement, si la courbe est paramétrée par sa longueur et si sa masse linéique est {\displaystyle \lambda (s)} les coordonnées du centre de gravité de l'arc de courbe entre les valeurs {\displaystyle s_{1}} et {\displaystyle s_{2}} sont données par les formules suivantes :
{\displaystyle x_{G}={\frac {\int _{s_{1}}^{s_{2}}x(s)\lambda (s)\mathrm {d} s}{\int _{s_{1}}^{s_{2}}\lambda (s)\mathrm {d} s}}\quad y_{G}={\frac {\int _{s_{1}}^{s_{2}}y(s)\lambda (s)\mathrm {d} s}{\int _{s_{1}}^{s_{2}}\lambda (s)\mathrm {d} s}}\quad z_{G}={\frac {\int _{s_{1}}^{s_{2}}z(s)\lambda (s)\mathrm {d} s}{\int _{s_{1}}^{s_{2}}\lambda (s)\mathrm {d} s}}}
Si la courbe est homogène les coordonnées de G s'écrivent plus simplement :
{\displaystyle x_{G}={\frac {\int _{s_{1}}^{s_{2}}x(s)\mathrm {d} s}{s_{2}-s_{1}}}\quad y_{G}={\frac {\int _{s_{1}}^{s_{2}}y(s)\mathrm {d} s}{s_{2}-s_{1}}}\quad z_{G}={\frac {\int _{s_{1}}^{s_{2}}z(s)\mathrm {d} s}{s_{2}-s_{1}}}}
Si la courbe homogène est paramétrée de façon quelconque, les coordonnées de G s'écrivent :
{\displaystyle x_{G}={\frac {\int _{t_{1}}^{t_{2}}x(t){\sqrt {x'^{2}(t)+y'^{2}(t)+z'^{2}(t)}}\mathrm {d} t}{\int _{t_{1}}^{t_{2}}{\sqrt {x'^{2}(t)+y'^{2}(t)+z'^{2}(t)}}\mathrm {d} t}}\quad y_{G}={\frac {\int _{t_{1}}^{t_{2}}y(t){\sqrt {x'^{2}(t)+y'^{2}(t)+z'^{2}(t)}}\mathrm {d} t}{\int _{t_{1}}^{t_{2}}{\sqrt {x'^{2}(t)+y'^{2}(t)+z'^{2}(t)}}\mathrm {d} t}}\quad z_{G}={\frac {\int _{t_{1}}^{t_{2}}z(t){\sqrt {x'^{2}(t)+y'^{2}(t)+z'^{2}(t)}}\mathrm {d} t}{\int _{t_{1}}^{t_{2}}{\sqrt {x'^{2}(t)+y'^{2}(t)+z'^{2}(t)}}\mathrm {d} t}}}
Si la courbe possède un axe de symétrie, il contient le centre de gravité.
Le centre de gravité d'un segment est le milieu de ce segment. Le centre de gravité d'un triangle creux est le centre du cercle inscrit du triangle formé sur les milieux de chaque côté. C'est donc l'image du centre du cercle inscrit du premier triangle par une homothétie de centre G (centre de gravité du triangle plein) et de rapport -1/2.
Le centre de gravité d'un arc de cercle de centre O, de rayon R, de longueur L et de corde C est situé sur l'axe de symétrie de cet arc et à une distance du centre O égale à 
{\displaystyle OG=R{\frac {C}{L}}=R{\frac {\sin(\alpha )}{\alpha }}},
où 2α est l'angle au centre de cet arc de cercle.
Le centre de gravité d'un arc d'hélice circulaire, inférieur à une spire, se projette sur le centre de gravité de l'arc de cercle projeté et se situe à mi-hauteur des deux extrémités de l'arc d'hélice.
Le théorème de Guldin établit une relation entre  l'aire de la surface engendrée par la rotation d'une courbe plane autour d'un axe, sa longueur et la distance de son centre de gravité à ce même axe. 

## Sources
- Coordonnées des centres de gravité sur le site Université en Ligne
- R. Gieck, Formulaire technique,1997, Section I 14
- Centroids and center of gravity
- Siméon Denis Poisson, Traité de Mechanique, p. 37-40